# Akira Macunaga (1948)
Akira Macunaga (1948) (japonsko 松永 章), japonski nogometaš, 8. avgust 1948.
Za japonsko reprezentanco je odigral 10 uradnih tekem.